# Alkassoum Indatou
Alkassoum Indatou est une personnalité politique du ⁣⁣Niger⁣⁣ et ministre dans le gouvernement sous Mohamed Bazoum.

## Biographie

### Début et formation
Alkassoum Indatou fréquente l’école primaire Obitara, le CEG d’Agadez et le lycée technique de Maradi. En France, il obtient son diplôme d’ingénieur en électronique.

### Carrière
En 1990, il quitte la vie civile et son emploi à la Somaïr pour participer à la création du Parti nigérien pour la démocratie et le socialisme (PNDS Tarayya).
Le 7 avril 2021, il est nommé ministre de la Défense nationale dans le gouvernement dirigé par Ouhoumoudou Mahamadou.